# Geraldia nuda
Geraldia nuda là một loài ruồi trong họ Tachinidae.